# Сергий I Гревенски
Сергий (на гръцки: Σέργιος) е православен духовник, митрополит на Охридската архиепископия от първата половина на XVII век.

## Биография
Според „Еко д'Ориан“ Сергий е гревенски митрополит от 1615 до 1623 година.